# Schloss Helmond

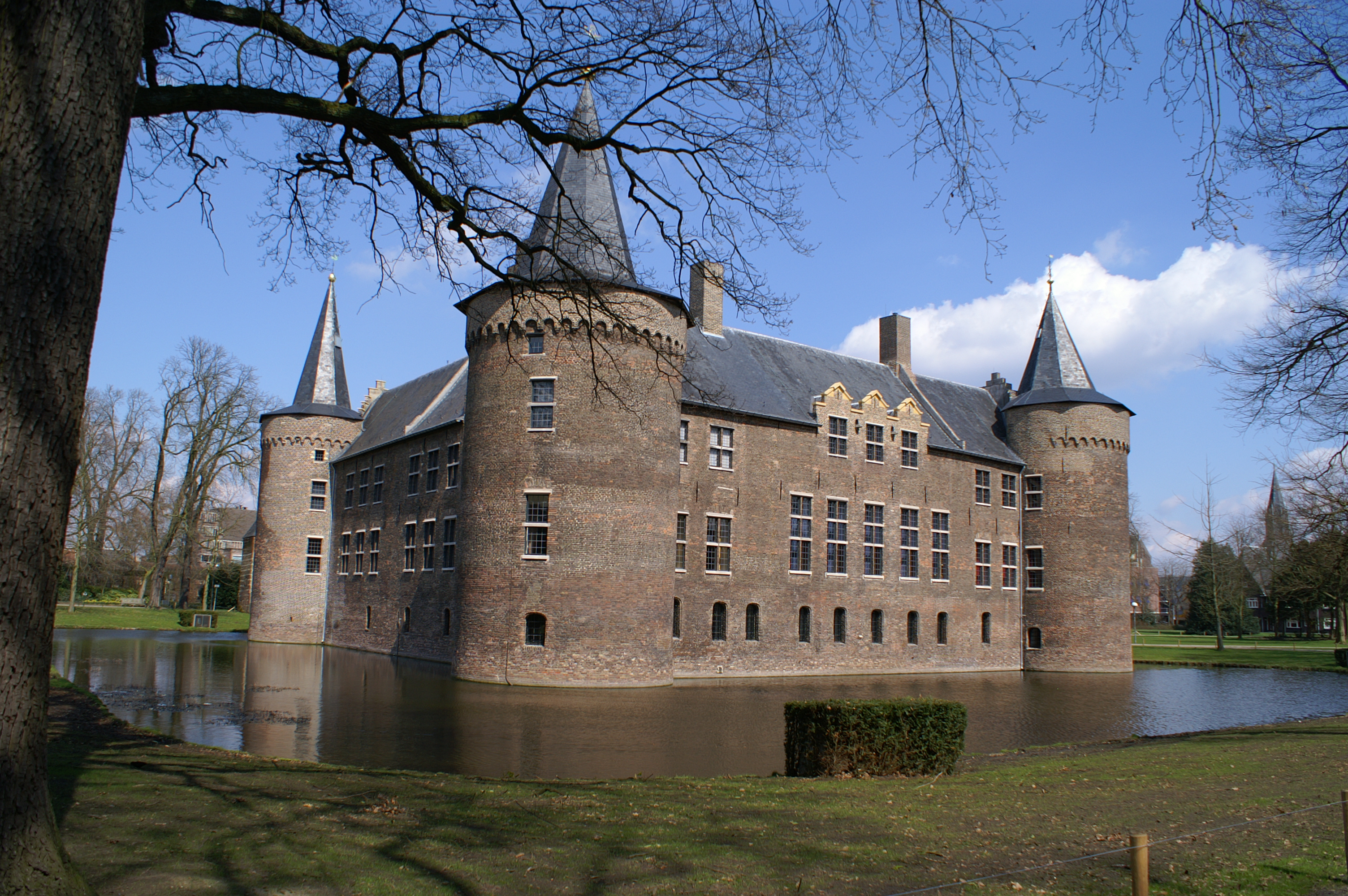
Schloss Helmond

Schloss Helmond (niederländisch Kasteel Helmond) ist eine quadratische mittelalterliche Wasserburg im Zentrum der Stadt Helmond in der niederländischen Provinz Nordbrabant. Es wird als Museum sowie Hochzeitsort genutzt und steht unter Denkmalschutz.

## Geschichte
Mit dem Bau der heutigen Burg wurde um 1325 begonnen. Sie diente als Ersatz für eine ältere Burg (bekannt als ’t Oude Huys), die einige hundert Meter westlich der heutigen Burg stand und von der bei Ausgrabungen im Jahr 1981 die Fundamente eines steinernen Bergfrieds und weitere Gegenstände gefunden wurden.
Im zwölften Jahrhundert gehörte das Gebiet um Helmond zu den Besitzungen derer van Hornes. Das heutige Schloss war zunächst im Besitz der Familie van Berlaer. Im Jahr 1433 wurde diese Familie von der Familie van Cortenbach abgelöst. Im Jahr 1683 ging das Schloss durch Heirat in den Besitz der Familie Arberg über. Der Münzmeister Carel Frederik Wesselman kaufte das Gut 1781 zusammen mit dem Schloss von Helmond.
Im Jahr 1549 wütete ein heftiger Brand im Schloss, der vor allem den Westflügel und die Dächer des Gebäudes beschädigte. Zu einer vollständigen Zerstörung kam es jedoch damals nicht. Bei späteren Rekonstruktionen im 20. Jahrhundert wurden Beweise dafür gefunden.
Im Jahr 1921 wurde das Schloss von der Witwe des letzten Gutsherrn Carel Frederik Wesselman van Helmond, Frau Anna Maria de Jonge van Zwijnsbergen, und ihren beiden Töchtern an die Gemeinde Helmond übertragen, unter der Bedingung, dass das Schloss nur für die Gemeindeverwaltung oder für andere öffentliche Zwecke genutzt wird. Im Jahr 1923 wurde das Schloss nach einer gründlichen Renovierung als Rathaus genutzt. In den 1970er Jahren wurde wegen zunehmender Raumnot ein neues Rathaus in Betrieb genommen. Zwei Hochzeitssäle und der Ratssaal wurden weiterhin genutzt. Im Jahr 2001 zog der Ratssaal in ein neues Gebäude im nahe gelegenen Boscotondo um. Das Museum Helmond befindet sich seit 1982 in der Burg. Das Schloss wird auch als festlicher Raum für Hochzeiten genutzt.

## Baugeschichte des Schlosses

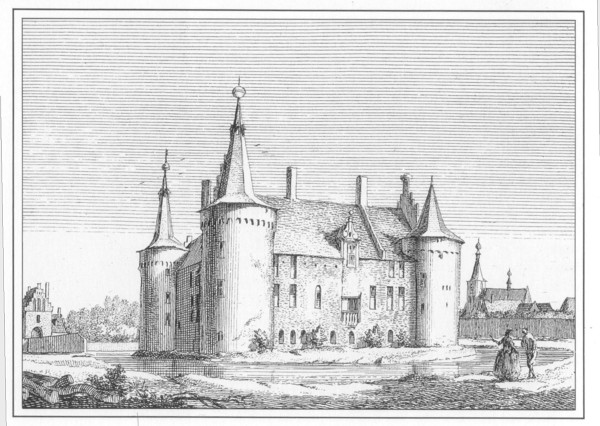
Ansicht aus dem 17. Jahrhundert von Schloss Helmond

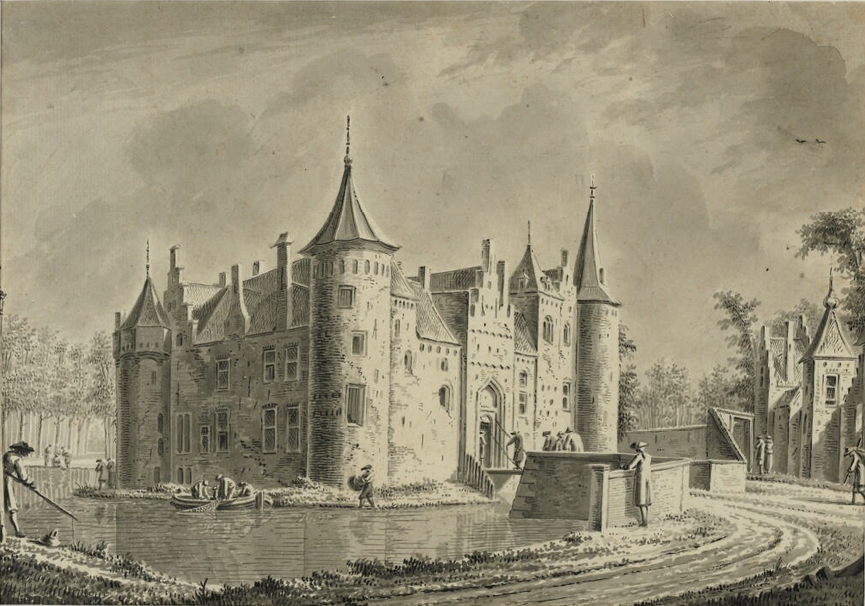
Ansicht von Schloss Helmond, von Dirk Verrijk (2. Hälfte des 18. Jahrhunderts)

Die heutige Burg wurde als quadratische Wasserburg mit einem runden Turm an jeder Ecke und ohne einen zentralen Wohnturm oder Bergfried erbaut und ähnelt vom Grundriss her sehr den ähnlichen Burgen wie Muiderslot (Muiden), Schloss Radboud (Medemblik) oder Schloss Ammersoyen. Diese viereckigen Burgen erwiesen sich als wesentlich besser zu verteidigen als die älteren runden Burgen. Der Grundriss des Schlosses misst etwa 35 × 35 Meter. Der Durchmesser der Ecktürme beträgt etwa 8 m. Der Eingang befindet sich auf der Nordseite durch ein Torhaus, das fast eine Einheit mit den angrenzenden Gebäuden bildet.
Die Burg hatte früher einen doppelten Grabenring, von dem nur noch der Graben um das Gebäude selbst erhalten ist. Zur Burg gehörten auch mehrere Nebengebäude und Eingangstore. Bis auf zwei quadratische Türme und ein Eingangstor mussten diese dem Bau der Kasteel-Traverse (einer überdachten Verbindungsbrücke über das Zentrum von Helmond) weichen. Im Laufe der Jahrhunderte wurde das Gebäude mehrfach an seine heutige Nutzung angepasst. Bei der großen Renovierung im Jahr 1923 wurde vor den ursprünglichen Räumen ein Korridorsystem errichtet. Die Kellergewölbe sind nahezu unverändert geblieben. Von der ursprünglichen Innenausstattung ist fast nichts mehr übrig. Auf der sogenannten Beletage gibt es noch einige original erhaltene Kamine zu sehen.

## Schlösser in Helmond
Im Prinzip gab es zwei Schlösser in Helmond. Das erste war ’t Oude Huys, danach kam das heutige Wasserschloss. Kürzlich haben historische Nachforschungen in den Archiven von Helmond ergeben, dass es neben ’t Oude Huys noch eine zweite Burg in Helmond gab, die wahrscheinlich vor dem 12. Jahrhundert errichtet wurde. Der mögliche Erbauer dieser ersten Burg könnte ein Hezelo von Helmond gewesen sein. 